# Copa del Atlántico (Rugby League)
El Copa del Mediterráneo es una competición internacional de rugby league disputada por selecciones nacionales masculinas pertenecientes a América del Norte y el Caribe.

## Campeonatos
| Edición | Año  | Campeón        | 2º puesto | 3º puesto |
| ------- | ---- | -------------- | --------- | --------- |
| I       | 2009 | Estados Unidos | Jamaica   |           |
| II      | 2010 | Estados Unidos | Jamaica   | Canadá    |

## Títulos por equipos
| Equipo         | Campeón | Subcampeón | 3° puesto |
| -------------- | ------- | ---------- | --------- |
| Estados Unidos | 2       |            |           |
| Jamaica        |         | 2          |           |
| Canadá         |         |            | 1         |